# 03式300mm自走ロケット砲
03式300mm自走ロケット砲（PHL-03）は、中華人民共和国の12連装300mm長距離多連装ロケット砲である。設計はロシア製のBM-30 ロケット砲システムに基づいている。この多連装ロケット砲の主な役割は、軍隊、飛行場、司令部、対空砲および支援施設の密集地のような戦略的目標に攻撃することである。また、対砲兵射撃ミッションにも使用される。
03式は、300mm砲用の12連装発射管とGPS/GLONASS/北斗を組み込んだコンピュータ火器管制システム（FCS）を搭載した元のロシアの砲と同じ構成である。
各ロケットの標準重量は280kgの弾頭で800kg。最大射程は弾頭の種類にもよるが、約70-130kmである。標準的な弾頭は、破片榴弾（HE-FRAG）、燃料気化爆弾、対装甲・対人子弾を搭載したクラスター弾頭である。クラスター弾頭は、自己標的型の対戦車子弾の搭載も可能。このシステムの集中砲火は、最大67ヘクタールの面積をカバーする可能性がある。
2025年のタイ・カンボジア国境での衝突において、タイ第2軍管区の情報筋は、2025年7月27日にタイ軍が目標地域にあるカンボジアのPHL-03を破壊することを目的とした攻撃を実施したものの、成功したかどうかを確認できなかったと認めた。

## 運用
中華人民共和国
- 中国人民解放軍陸軍 - 175両[3]

 モロッコ
- モロッコ陸軍 - 2024年時点で、36両のPHL-03を保有[4]。

 カンボジア
- カンボジア陸軍